# Туре, Юнусси
Юнусси Туре (фр. Younoussi Touré; 27 декабря 1941, Ниодугу, Томбукту — 17 октября 2022, Париж) — малийский политический и государственный деятель, премьер-министр Мали (9 июня 1992 — 12 апреля 1993), лидер политической партии «Союз за республику и демократию» (URD) с 2003 по 2014, первый вице-спикер Национального собрания Мали (2007—2012), председатель Национального собрания Мали (2012—2013), финансист, банкир
, доктор экономических наук.

## Биография
Изучал экономику в Дакарском университете и Университете Феликса-Уфуэ-Буаньи, затем обучался в Технической школе Банка Франции, стал доктором экономических наук.
С 1970 года работал менеджером, с 1983 по 1984 год был генеральным директором Центрального банка Мали, затем работал советником главы Центрального банка государств Западной Африки (BCEAO).
Альянсом за демократию в Мали был выдвинут на пост премьер-министра Мали. Занимал премьерское кресло с 9 июня 1992 по 12 апреля 1993 года.
Ушёл в отставку в результате общенациональных протестов. Затем с 1993 до 1995 года был советником главы Центрального банка государств Западной Африки (BCEAO).
С 1995 по 2003 год — член комитета из шести человек Экономического и валютного союза западноафриканских государств (UEMOA), регулирующего вопросы обращения франка КФА.
В 2003 году стал основателем и главой партии «Союз за республику и демократию» (СРД). В 2007 году был избран в парламент — Национальное собрание Мали, с сентября 2007 года был его вице-президентом. После переворота 2012 года спикер парламента Дионкунд Траоре стал временным президентом Мали, а Туре занял его место председателя Национального собрания Мали (до 2013). В ноябре 2013 года оставил руководство партией.
Был женат, отец пятерых детей.
Скончался 17 октября 2022 года.

## Награды
- Кавалер французского ордена «Почётного легиона»
- Национальный орден Мали